# Abiquiú
Abiquiú (o Abiquiu, tewa: Péshú:bú'; tiwa settentrionale: Gultɨdda) è un census-designated place (CDP) della contea di Rio Arriba nel Nuovo Messico, negli Stati Uniti, a circa 85 km a nord di Santa Fe. L'unica scuola di Abiquiú, una scuola elementare, fa parte del sistema delle scuole pubbliche di Española.
Abiquiú significa "luogo delle ciliegie selvatiche" nella lingua tewa. È anche chiamata Santo Tomás de Abiquiú e il Pueblo di Santo Tomás de Abiquiú. Ad Abiquiú visse l'artista Georgia O'Keeffe dal 1929 al 1984. La Georgia O'Keeffe Home and Studio si trova ad Abiquiú e possedeva anche una proprietà presso il vicino Ghost Ranch. Molti dei suoi dipinti raffigurano scene vicino ad Abiquiú.

## Storia
I primi coloni ad Abiquiú arrivarono nel 1742 ed erano 24 famiglie del pueblo Tewa, guidati da un prete cattolico romano, Francisco Delgado. I Tewa tornarono nel Nuovo Messico dopo una lunga permanenza tra gli Hopi in quella che sarebbe diventata l'Arizona. Il loro insediamento ad Abiquiú faceva parte della strategia del Nuovo Messico per difendere le sue frontiere dalle tribù indiane come gli Apache, i Comanche e i Navajo. Abiquiú si trovava al confine settentrionale degli insediamenti spagnoli del Nuovo Messico. Nel 1747, in una delle numerose incursioni indiane nella zona, i Comanche fecero prigionieri 23 donne e bambini, costringendo il temporaneo abbandono di Abiquiú. I prigionieri probabilmente divennero parte del fiorente commercio di schiavi tra gli spagnoli e le tribù locali.
Nel 1754, per affrontare il problema delle incursioni indiane e l'indebolimento dell'insediamento, il governatore del Nuovo Messico Tomás Vélez Cachupín diede a 34 famiglie genízaro una concessione terriera in cambio del loro ruolo di primo piano nella difesa delle frontiere. Abiquiú è stato il terzo insediamento genízaro fondato nel Nuovo Messico, dopo Belen e Trampas. I genízaro erano nativi americani di varie tribù la cui origine era come schiavi, prigionieri e servi degli spagnoli. Con pochi diritti ai sensi delle leggi di casta degli spagnoli, il reinsediamento sulla pericolosa frontiera del Nuovo Messico era il modo principale per i genízaro di diventare proprietari terrieri. Abiquiú divenne l'archetipo dell'insediamento genízaro con i residenti che ancora celebravano la loro eredità genízaro nel XXI secolo.
Alla fine del XVIII secolo, fu stabilita la pace tra il Nuovo Messico e i Comanche e gli Ute. Una fiera annuale ad Abiquiú attirava molti indiani in città, in particolare gli Ute che scambiavano pelli di cervo con cavalli e attrezzi. Inoltre, i bambini prigionieri furono acquistati o riscattati dagli indiani. Bande di Ute si accampavano spesso per l'inverno vicino ad Abiquiú. Ma negli anni 1840 la pace con gli Ute si interruppe e 1000 di loro vennero ad Abiquiú con un elenco di rimostranze e richieste. Diversi Ute furono uccisi. La pace con gli Ute fu ristabilita nel 1849 dal governo degli Stati Uniti, che aveva recentemente invaso e conquistato il Nuovo Messico nella guerra messico-statunitense.
Per tutto il XIX secolo, i residenti di Abiquiú hanno lottato per mantenere la proprietà dei 16.000 acri (6.500 ha) di terra concessi loro nel 1754. Nel 1894, il loro diritto ai terreni è stato convalidato dalla Corte delle rivendicazioni di terreni privati. Nel 1969, altri terreni, precedentemente designati come foresta nazionale, furono restituiti alla comunità. Abiquiú è una popolare destinazione turistica e alcuni angloamericani si sono stabiliti nella comunità.